# Бюро магических услуг
«Бюро магических услуг» (англ. The Portable Door) — австралийский фильм режиссёра Джеффри Уокера с Кристофом Вальцем, Сэмом Ниллом, Патриком Гибсоном, Софи Уайлд и Мирандой Отто в главных ролях. Экранизация фэнтезийной книги британского писателя Тома Холта «Переносная дверь». Фильм спродюсирован Бланкой Листой и Тоддом Феллманом совместно с The Jim Henson Company и Story Bridge Films, фильм вышел в Великобритании на канале Sky Cinema с 7 апреля 2023 года.

## Сюжет
В центре сюжета фильма Пол Карпентер (Патрик Гибсон) и Софи Петтингель (Софи Уайлд), скромные стажёры, которые начинают работать в таинственной лондонской фирме «Дж. В. Уэлс и К°» и всё больше осознают, что их работодатели не совсем обычные. Харизматичные злодеи Хамфри Уэллс (Кристоф Вальц), генеральный директор компании, и менеджер среднего звена Деннис Таннер (Сэм Нил) разрушают мир магии, привнося современную корпоративную стратегию в древние магические практики, а Пол и Софи узнают истинные планы огромной корпорации.

## В ролях
| Актёр             | Роль                      |
| ----------------- | ------------------------- |
| Кристоф Вальц     | Хамфри Уэллс / Джон Уэллс |
| Сэм Нилл          | Деннис Таннер             |
| Патрик Гибсон     | Пол Карпентер             |
| Софи Уайлд        | Софи Петтингель           |
| Миранда Отто      | графиня Джуди             |
| Рэйчел Хаус       | Нинке ван Спи             |
| Джессика Де Гау   | Рози Теннер               |
| Крис Пэнг         | Казимир                   |
| Дэймон Херриман   | Монти Смит-Грегг          |
| Кристофер Соммерс | Артур Теннер              |

## Производство
В 2013 году к разработке проекта приступили The Jim Henson Company и Story Bridge Films. В феврале 2020 года было объявлено, что Джеффри Уокер возглавит адаптацию первой книги из семичастной саги Тома Холта по сценарию, написанному Леоном Фордом, с Кристофом Вальцем и Гаем Пирсом в главных ролях. Бланка Листа продюсирует от имени The Jim Henson Company, а Тодд Феллман продюсирует со стороны Story Bridge Films. В мае 2021 года был объявлен актёрский состав, в который вошли Кристоф Вальц, Сэм Нилл, Патрик Гибсон, Софи Уайлд и Миранда Отто, а производство должно было начаться в Pinnacle Studios в Голд-Кост, штат Квинсленд, Австралия.

## Трансляция
В июне 2021 года было объявлено, что в кинотеатрах Австралии фильм покажет Madman Entertainment, а в Великобритании, Ирландии, Германии и Италии показом займётся Sky Original. В феврале 2023 года было объявлено, что фильм будет доступен в Соединенном Королевстве на Sky Cinema, в Австралии на Stan и в Соединенных Штатах в качестве оригинального фильма MGM + с 7 апреля 2023 года. 6 апреля 2023 года фильм вышел в прокат в России в оригинале с субтитрами и в дубляже.